# Лисец (Софийска област)
 Тази статия е за селото в Софийска област.  За други значения вижте Лисец.  
Лисец е село в Западна България. То се намира в община Самоков, Софийска област. То е първото обезлюдено село в община Самоков.

## География
Село Лисец се намира в планински район, във Верила.

## Население
- 1934 г. – 189 жители
- 1946 г. – 212 жители
- 1956 г. – 150 жители
- 1975 г. – 2 жители
- 1992 г. – 0 жители

## История
Селото е възникнало около XVII - XVIII век, подобно на селата Яребковица и Плана от преселници от витошкото село Чуйпетлово, изхранващи се с планинско овцевъдство.